# Jouet
Pour les articles homonymes, voir Jouet (homonymie) et Joujou.

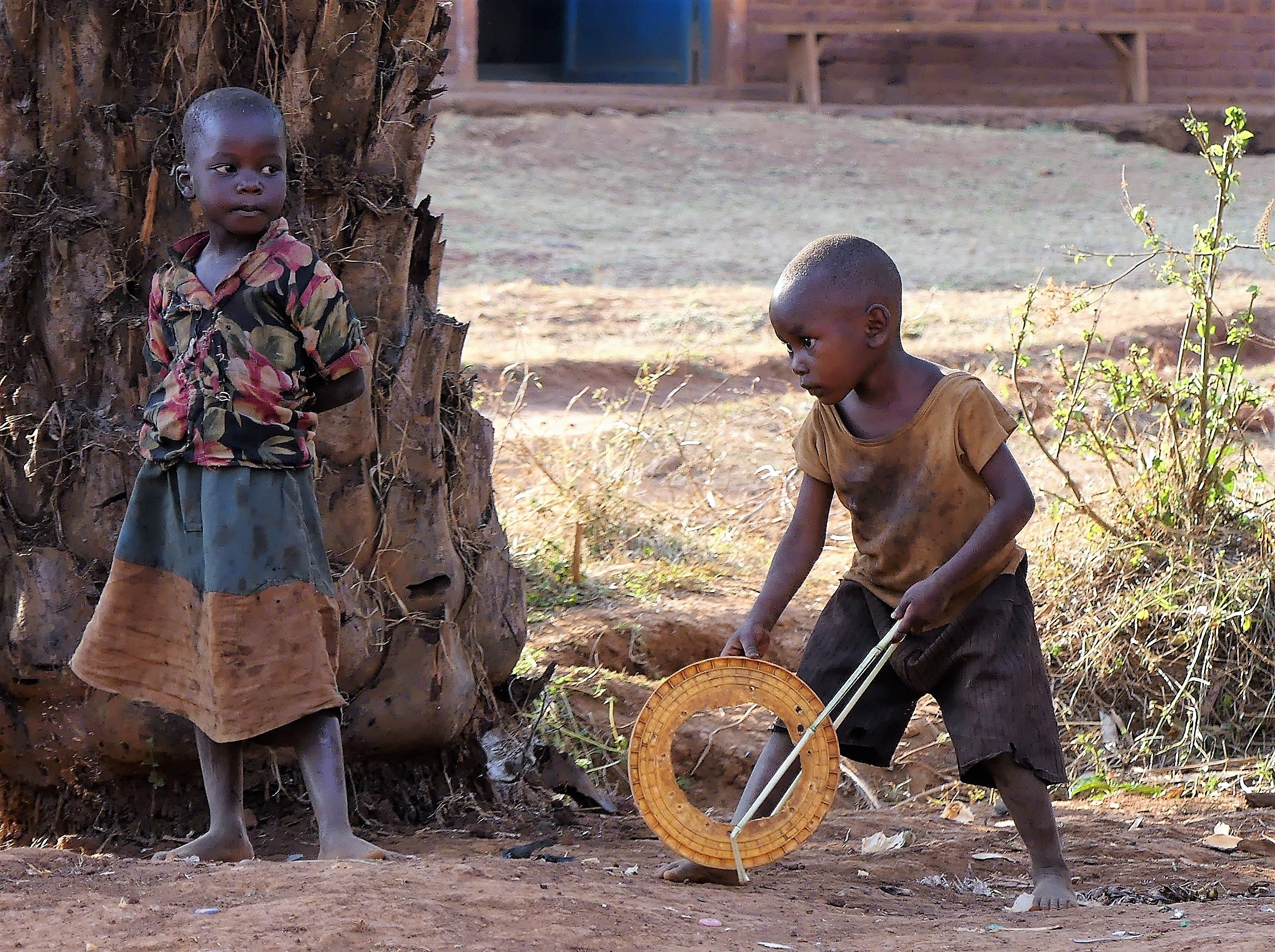
Enfants du Burundi inventant leurs propres jouets.

Un jouet est un objet dont la fonction principale est ludique et récréative et donc de permettre le jeu. 
Les jouets sont généralement associés aux enfants ou aux animaux domestiques, mais il n'est pas inhabituel pour les adultes et pour certains animaux non-domestiques de jouer avec des objets. Beaucoup d'objets sont fabriqués pour servir de jouets, mais certains qui sont produits pour d'autres buts peuvent également être utilisés comme des jouets. 
L'origine des jouets remonte aux débuts de la civilisation humaine : des poupées représentant des enfants, des animaux et des soldats, ainsi que les représentations des outils utilisés par les adultes ont été découverts sur les sites archéologiques.
Les jouets, et les jeux en général, ont une fonction importante quand ils servent à l'apprentissage : ils ont une fonction éducative, mais ils peuvent l'être de façon indirecte (pour mesurer l'adresse, la patience, le sens de l'équilibre, le savoir, l'intelligence pratique, l'esprit d'équipe, etc.). Les enfants utilisent des jouets et des jeux pour découvrir leur identité, aider leur corps à grandir, apprendre les causes et les effets d'une action, explorer les relations et pratiquer les compétences dont ils auront besoin une fois adulte. Les adultes utilisent les jouets et les jeux pour renforcer les liens sociaux, enseigner, se souvenir de leur jeunesse, découvrir leur identité, exercer leur esprit et leur corps, explorer les relations, pratiquer leurs compétences, et agrémenter leurs espaces de vie.
Les jouets sont plus qu'un simple divertissement et la façon dont ils sont utilisés influence profondément de nombreux aspects de la vie.
Certains jouets sont fabriqués principalement pour être des pièces de collection et ne sont pas destinés au jeu.

## Histoire

### Une origine très ancienne

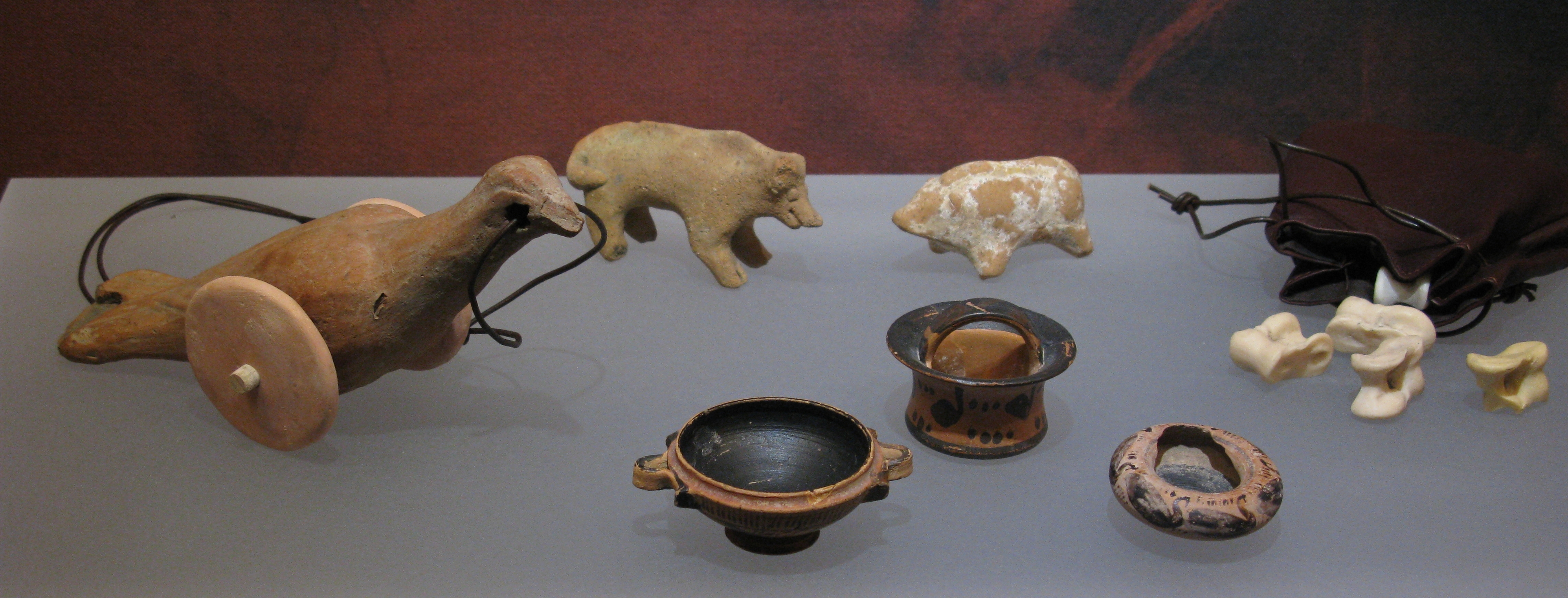
Jouets de la Grèce antique. Musée d'Art cycladique, Athènes

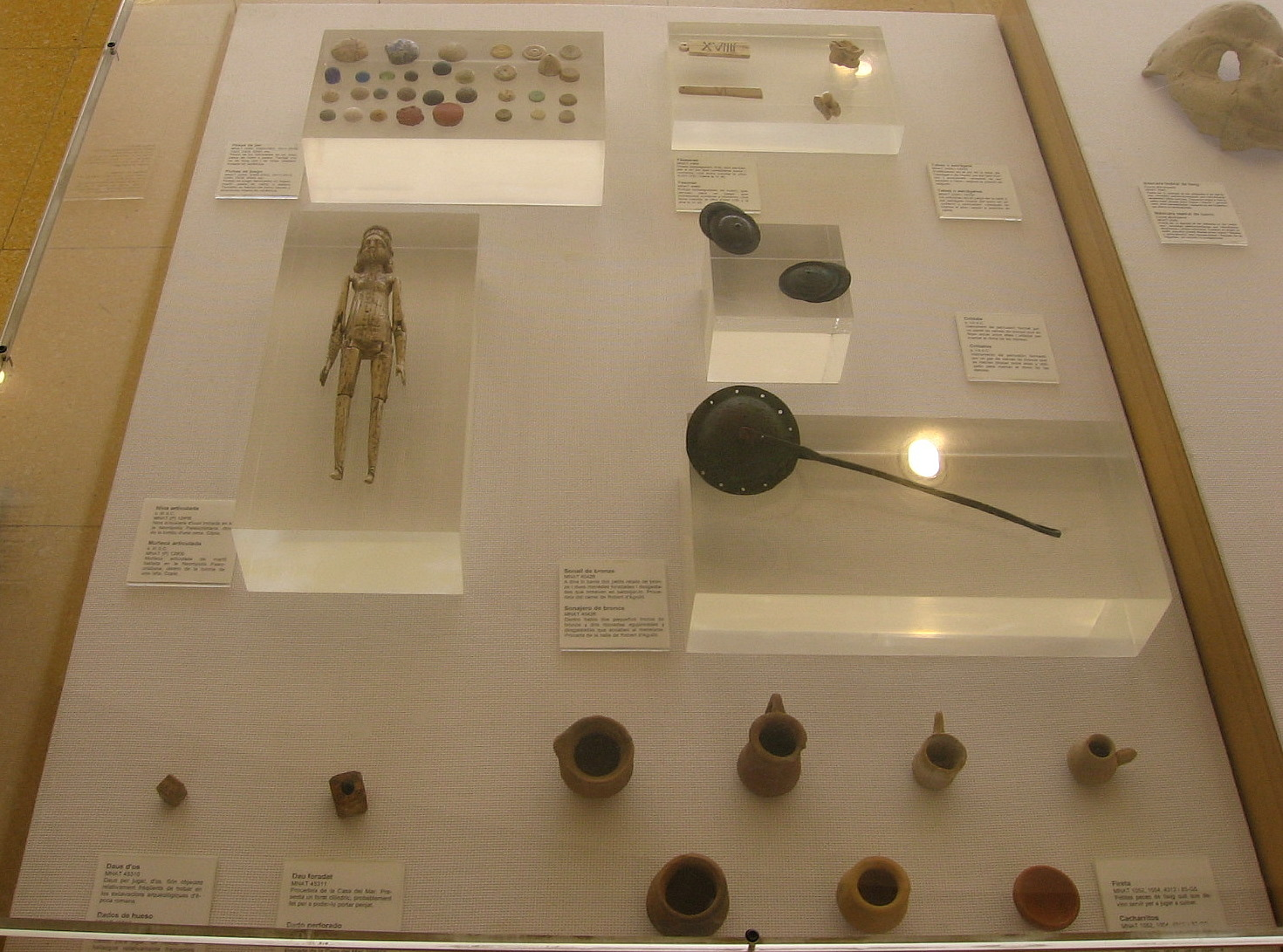
Jouets romains, dont une poupée, un dé, des hochets et une dînette

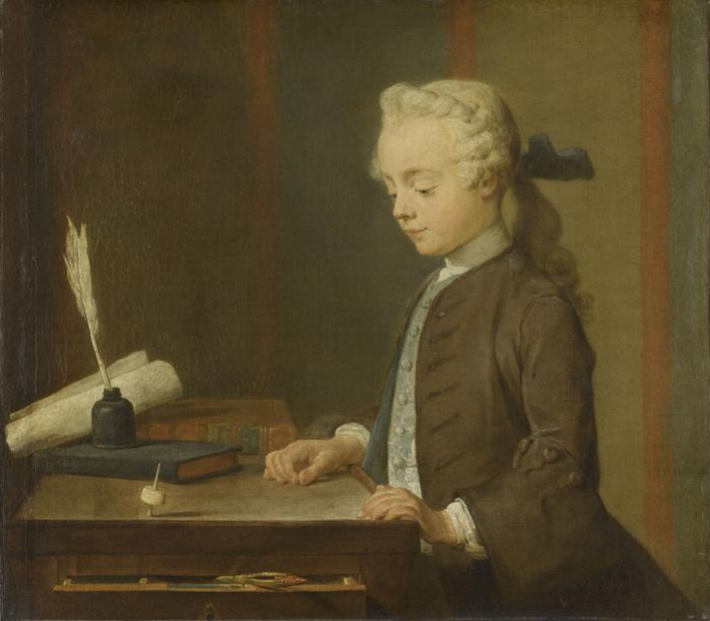
Jean-Baptiste Chardin, L'Enfant au toton, vers 1735

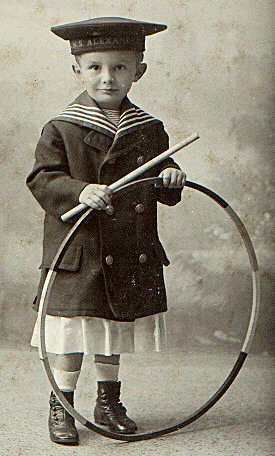
Un garçon avec un cerceau. Les cerceaux ont été populaires dans une grande variété de cultures.

La plupart des jeunes mammifères, dont les humains, ont été observés en train de jouer avec tout ce qu'ils pouvaient trouver à leur portée (cf. Homo ludens, 1938). Par ailleurs, les jouets ont une histoire aussi ancienne que la civilisation humaine elle-même. Les premiers jouets ont été retrouvés en Afrique et dateraient de l’âge de la pierre. Ce sont des poupées qui auraient servi à divertir les plus petits, mais également à transmettre certaines notions de bases en médecine aux générations futures. Des jouets et des jeux ont été découverts dans des tombes d'enfants. Ils ont été décrits dans certains écrits de nos plus anciennes littératures. Les premiers jouets sont fabriqués à partir de matériaux trouvés dans la nature, comme des roches, des bâtons, et de l'argile.
Les jouets provenant des fouilles de la civilisation de la vallée de l'Indus (-3000 / -1000) sont de petites charrettes, des sifflets en forme d'oiseaux, des singes et des jouets qui pourraient glisser sur une chaîne.
Dans les fouilles de la ville de Suse (IIe millénaire av. J.-C.) ont été retrouvés dans des tombes de princes morts en bas âge des jouets miniatures à roulettes en calcaire et bitume, des représentations de lions et de hérissons, des têtes de poupées en terre cuite au visage clownesque, dont certaines présentent, à la base du cou, des trous permettant d'y attacher un vêtement et de les fixer sur des corps grossièrement façonnés.
Il y a plus de quatre mille ans, les enfants de l'Égypte antique jouent avec des poupées qui portent des perruques et des membres mobiles en pierre, en céramique ou en bois. Dans la Grèce antique et la Rome antique, les enfants jouent avec des poupées de cire ou de terre cuite, des bâtons, des yo-yos, des dés et des osselets, les garçons plus spécifiquement jouent aux arcs et flèches ou font des courses de char. Depuis l’Antiquité, des rôles prédéterminés sont distribués selon les sexes, reproduisant des stéréotypes ancestraux. Les jouets sont principalement offerts lors des fêtes de fin d'année (Saturnales, Anthestéries). Lorsque les enfants grecs, en particulier les filles, grandissent, il est d'usage pour eux de sacrifier les jouets de leur enfance à des dieux. À la veille de leur mariage, les jeunes filles d'environ quatorze ans offraient leurs poupées dans un temple comme un rite de passage vers l'âge adulte. Pareillement, les petits garçons romains qui jouaient avec des noix, devaient en « prendre congé ».

### Vers les jouets modernes
Peu de jouets subsistent avant le XIXe siècle, laissant penser qu'ils étaient peu nombreux et uniquement réservés aux enfants de familles nobles et riches, mais la vraie raison de leur rareté est qu'ils étaient fragiles et très manipulés, ainsi que construits en des matériaux périssables. Des sources historiques, un inventaires après décès, tirés des archives d'un grossiste parisien, témoignent pourtant que 500 000 jouets se trouvent en boutiques en 1782.
Comme la technologie a changé et que la civilisation a progressé, les jouets ont aussi changé. Alors que les jouets antiques ont été faits à partir de matériaux trouvés dans la nature comme la pierre, le bois, les os, et l'argile, les jouets modernes commencent par adopter en plus la porcelaine, le carton et le papier mâché au début du XIXe siècle, puis plus tard s'ajoutent des matériaux comme le caoutchouc, les alliages à base d'étain, et le fer-blanc, ainsi que des mécanismes à ressort. Dès les années 1920-1930, l'aluminium, les premières matières plastiques comme le celluloïd, les textiles en matières synthétiques prennent peu à peu le dessus, et finissent par s'imposer dans les années 1950. 
Les anciens jouets étaient souvent fabriqués par les parents et la famille des enfants qui les ont utilisés, ou par les enfants eux-mêmes. Les jouets modernes, en revanche, sont souvent produits en masse et vendus dans les magasins. Le marché du jouet prend son essor en France vers 1890-1900 avec des sociétés comme Kratz-Boussac et N. K. Atlas, et les petits fabricants sont soutenus par les premiers Concours Lépine (1901-1904), dans un marché européen largement dominé par les producteurs allemands tels que Bing. Cette situation évolue dans les années 1930, avec cette fois les productions américains qui dominent le marché ; Louis Marx and Company (en) devient en 1937, le premier fabricant mondial en termes de volume.

### Les jouets aujourd'hui
La nature des jouets se modifie, illustrée par les changements qui ont eu lieu dans l'un des plus anciens et des plus universels des jouets de l'homme : la poupée. Les plus anciennes étaient de simples poupées et des sculptures en bois et en paquets d'herbe. Les poupées égyptiennes sont parfois jointes de sorte que leurs membres puissent se déplacer de façon réaliste. Dès le début des années 1800 et la révolution industrielle qui marque l'âge d'or du jouet, il y avait des poupées qui pouvaient dire « maman ». Aujourd'hui, il y a des poupées qui peuvent reconnaître et identifier des objets, la voix de leur propriétaire, et choisir parmi des centaines de phrases pré-programmées pour répondre. Les matériaux à partir desquels sont fabriqués les jouets ont changé, ce qui a fait changer les jouets eux-mêmes, mais pas le fait que les enfants jouent avec des jouets.
En 2022, les plus grosses entreprises de jouets sont MGA Entertainment Inc., The Lego Group, Bandai Namco, Hasbro et Mattel, soit un marché largement dominé par les entreprises américaines. L'ensemble du marché pèse près de 171 milliards de dollars en termes de ventes cumulées rapportées aux chiffre d'affaires.

## Typologie
Il existe de nombreuses manières de penser les différentes sortes de jouets. On pourrait imaginer les classer de façon chronologique (des plus vieux au plus récents), selon leurs matériaux, selon leurs emballages ou leurs textures, et aussi selon leurs fonctions ou finalités. On pourrait aussi les ranger en les confrontant aux différentes formes de jeux, comme le proposait Roger Caillois (1961) : jouets convoquant la compétition et l'adresse, le mimétisme ou l'imitation, le hasard, le vertige... ; jouets avec règles, mode d'emploi ou non... Cependant, les typologies actuelles reposent simplement sur la manière dont les revendeurs (magasin ou site internet) les classent, et cet ordre, destiné à faciliter l'achat en fonction du besoin, repose essentiellement sur l'âge du client cible – bébés, jeunes gens, adolescents, adulescents, adulte. 

### Poupées, animaux et miniatures

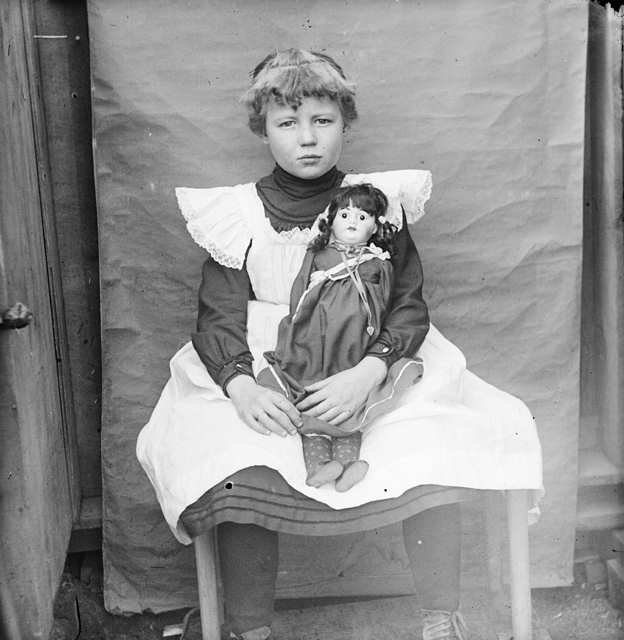
L'enfant et sa poupée (années 1900).

Une poupée, sans doute l'un des premiers objets à avoir eu cette fonction de jouet, est un modèle réduit d'humain, d'humanoïde ou d'animal. Des poupées vieilles de plus de 4 000 ans ont été trouvées dans des tombeaux égyptiens.
On peut fabriquer une poupée avec les matériaux que l'on trouve à sa disposition. Les poupées modernes sont souvent faites de tissu ou de plastique. D'autres matériaux qui sont, ou ont été, utilisés dans la fabrication de poupées sont les os, la pierre, le bois, la porcelaine, le celluloïd, la cire, du carton, du papier mâché, et même parfois des fruits ou des légumes. Les poupées sont généralement des miniatures, mais les poupées en forme de bébé (baigneur, poupon) peuvent être à l'échelle 1. Parmi les animaux en peluches, l'ours a été le plus commun au siècle dernier en Occident. L'animal en peluche chez l'enfant a parfois pour fonction de devenir un doudou, un objet transitionnel. Les pantins sont aussi des formes de poupées.
Bien que parfois utilisées par les adultes comme objet de décoration, souvenir ou de collection, la plupart des poupées sont produites pour les enfants, mais ces jouets sont très souvent vendues comme étant destinés aux filles. 
Une distinction est faite entre les poupées et les figurines articulées, qui sont généralement en matière plastique ou semi-métallique et parfois capables de prendre une pose, et sont souvent originaires d'univers audiovisuels, de livres ou de jeux, qui comportent des personnages emblématiques. De nombreux jouets actuels, articulés ou non, et issus d'univers imaginaires voire fantastiques, peuvent être considérés comme les héritiers des soldats de plomb. 
Les soldats de plomb (en réalité en étain durci), peut-être précurseurs des figurines articulées modernes, ont été des jouets populaires durant des siècles. Ils permettent aux enfants de simuler des batailles, s'accompagnant d'une panoplie (équipement, décor). Ils étaient et sont encore vendus comme étant destinés aux garçons. 
Des figurines neutres ou non-genrées existent : celles d'animaux qui sont également très anciennes et communes, permettant par exemple de simuler les activités agricoles avec des figurines et des équipements centrés autour d'une ferme ou de reconstituer la vie animale (passée ou présente).

### Jeux de construction

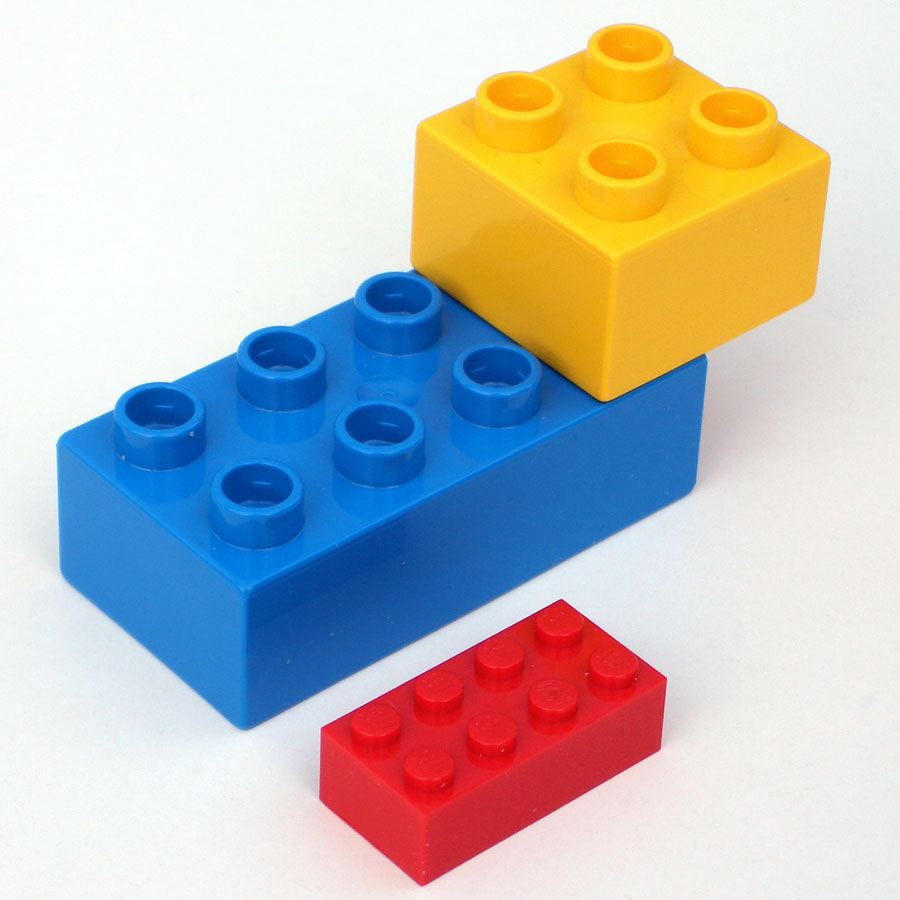
Briques de Lego.

Le philosophe grec Platon a écrit qu'« un futur architecte devrait jouer à construire des maisons comme un enfant ». Un jeu de construction est une collection de pièces qui peuvent être réunies pour créer des modèles. Les modèles les plus populaires sont des voitures, des vaisseaux spatiaux, et des maisons. Les objets qui sont construits sont parfois utilisés comme des jouets une fois terminés, mais d'une manière générale, le but est de construire des choses soi-même, les vieux modèles étant souvent brisés et les pièces réutilisées dans de nouveaux modèles.
Le plus ancien, et peut-être le plus répandu des jeux de construction, est un ensemble de simples blocs de bois, qui sont souvent peints dans des couleurs vives et donnés aux bébés et aux tout-petits. Les ensembles de construction sont conçus pour des enfants légèrement plus âgés et ont été très populaires au cours du siècle dernier. Les ensembles de construction font appel aux enfants (et adultes) qui aiment travailler avec leurs mains, les puzzles, et qui ont de l'imagination.
On peut citer comme marques célèbres de jeux de construction Meccano (fondée en 1898), le Chalet en bois, K'nex, Lego, etc.

### Véhicules

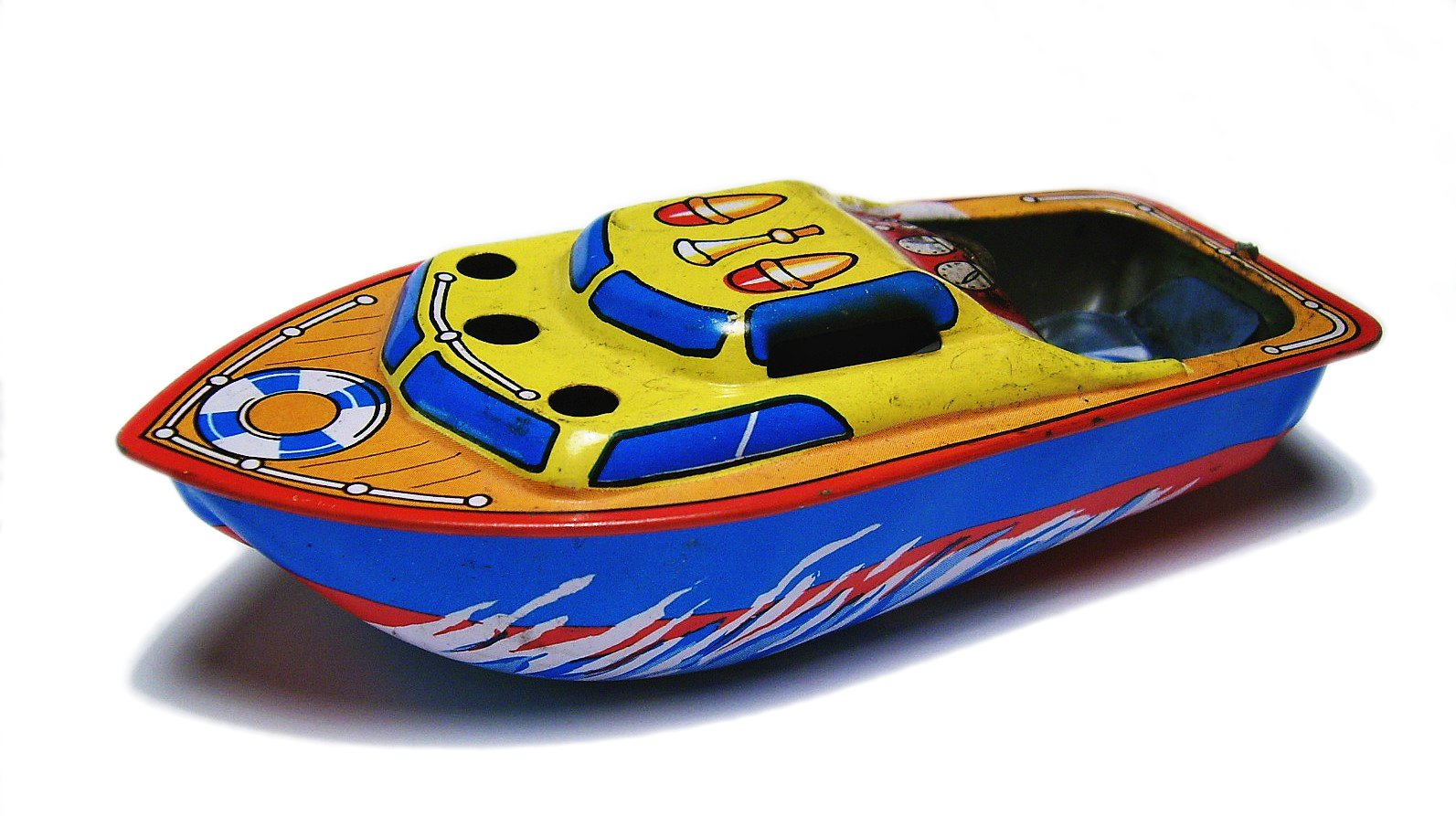
Un bateau à moteur pop-pop

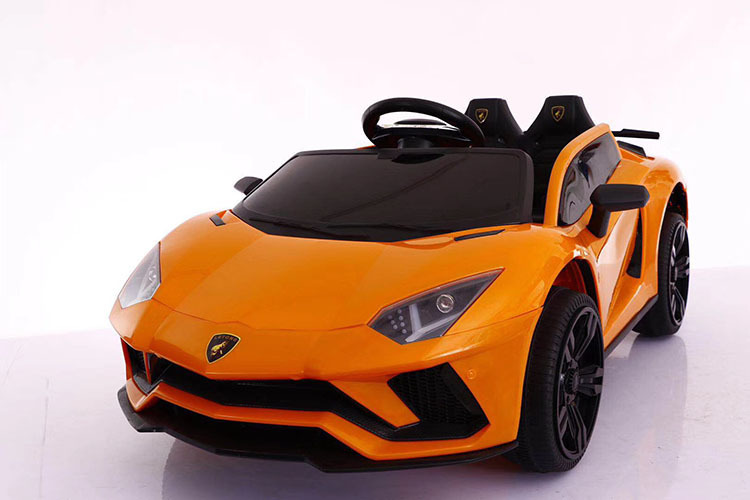
Modèle de jouet de voiture électrique moderne

Les enfants jouent avec des versions miniatures de véhicules depuis les temps anciens, des jouets de charrettes à deux roues sont même représentés sur les vases grecs antiques. Les jouets pouvant se déplacer actionnés par un mécanisme ont également joué un rôle dans le succès des jouets de véhicules. Les équivalents modernes sont les petites voitures, comme celles produites par Hot Wheels et Matchbox, les avions miniatures, les bateaux, les véhicules militaires, et les trains. Les jouets modernes en forme de véhicule vont des simples jeux en bois pour les jeunes enfants aux modèles compliqués et réalistes comme ceux produits par Hornby. Les jouets d'une taille supérieure, par exemple à l'échelle 1:18, sont devenus des jouets populaires. Ces véhicules sont produits avec une grande attention du détail.

### Casse-têtes

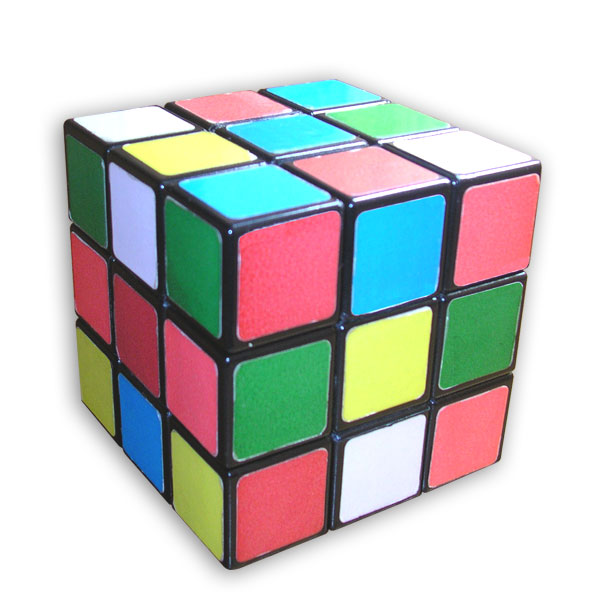
Le Rubik's Cube est un casse-tête populaire popularisé dans les années 1980, dont la résolution demande des compétences de planification et qui sont associés à des algorithmes.

Un casse-tête est un problème ou une énigme qui fait appel à l'ingéniosité. La solution à un casse-tête peut demander de reconnaître certaines caractéristiques ou de créer un ordre particulier. Les personnes ayant une haute aptitude au raisonnement inductif peuvent avoir plus de facilité pour résoudre des casse-têtes que d'autres. Les casse-têtes basés sur le processus d'enquête et de découverte pour le compléter peuvent être résolus plus rapidement par ceux qui ont de bonnes compétences de déduction.
L'histoire des casse-têtes remonte à plusieurs milliers d'années.
Il existe de nombreux types de casse-têtes, comme le puzzle, le rébus ou le sudoku. Certains casse-têtes ont leur « heure de gloire », comme ce fut le cas pour le Rubik's Cube dans les années 1980.

#### Histoire des casse-têtes mécaniques

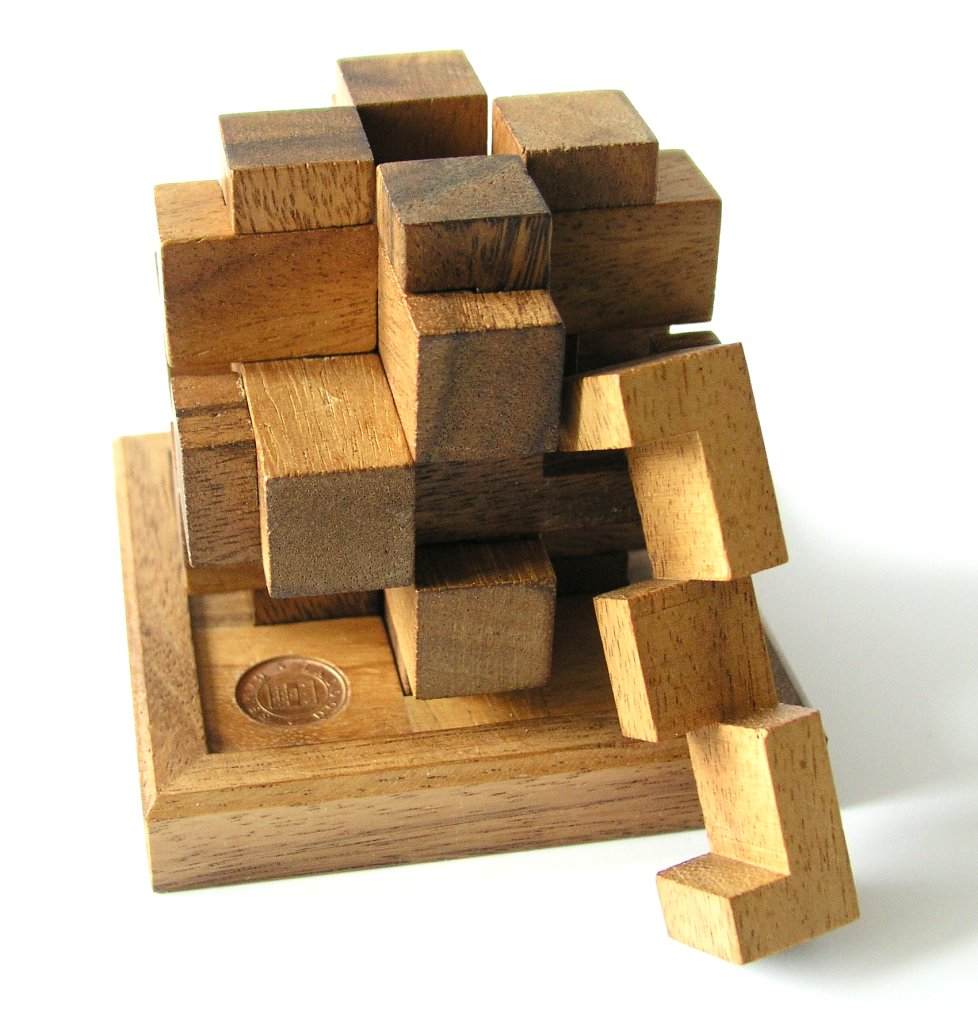
Casse-tête mécanique conçu par W. Altekruse, 1890.

Le plus vieux casse-tête mécanique est originaire de Grèce et est apparu durant le IIIe siècle. Le jeu était composé d'un carré divisé en 14 parties, et l'objectif était de créer différentes formes avec ces pièces. En 1742, au Japon, on fait mention d'un jeu appelé « Sei-gon Shona Chie no-Ita » dans un livre. Autour de l'année 1800, le puzzle tangram est devenu populaire en Chine, et 20 ans plus tard, il s'est répandu à travers l'Europe et l'Amérique. La société Richter, de Rudolstadt, a commencé à produire de grandes quantités de jeux similaires au tangram, les fameuses « pierres d'Anker ».
Les casse-têtes ont été très en vogue vers la fin du XIXe siècle et du début du XXe siècle. Le premier brevet d'invention pour un casse-tête a été enregistré pendant cette époque. En 1893, le professeur Hoffman a écrit un livre intitulé Casse-têtes anciens et nouveaux. Il contenait, entre autres, plus de 40 casse-têtes avec des descriptions de mécanismes secrets. Ce livre est devenu un ouvrage de référence pour les jeux de casse-têtes et des exemplaires modernes ont été imprimés.
Avec l'invention de matériaux faciles à modeler comme le plastique, l'éventail des possibilités de casse-têtes a grandi. Le Rubik's Cube, sans doute le plus célèbre casse-tête dans le monde entier, ne serait pas possible à réaliser sans les polymères modernes.

### Activité physique

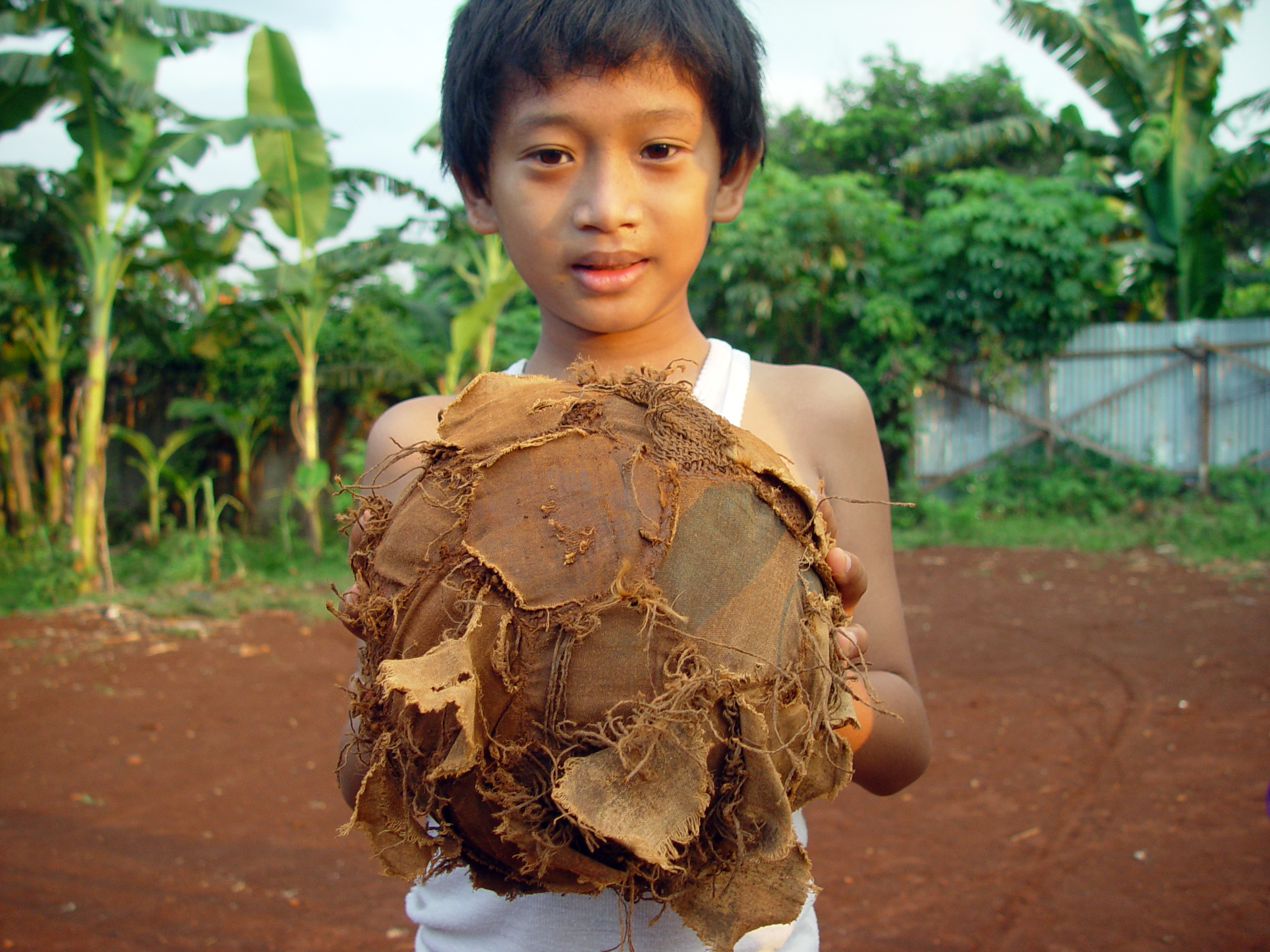
Un enfant de Jakarta avec son ballon. Le jeu de ballon est un bon exercice, impliquant beaucoup d'activité physique et est très populaire dans le monde entier.

Un grand nombre de jouets sont des jeux actifs. Il s'agit notamment de jouets traditionnels tels que les cerceaux, les toupies, les cordes à sauter et les ballons, ainsi que de plus modernes, comme les frisbees, les footbags, les Astrojax et les yo-yos.
Le fait de jouer avec ce genre de jeux permet aux enfants de faire de l'exercice, de construire les os et les muscles et d'aider la condition physique. Lancer et attraper des balles et des frisbees peuvent améliorer la coordination œil-main. Le saut à la corde peut améliorer l'équilibre.

### Collection et conservation
Le collectionneur de jouets, anciens ou modernes, s'appelle un « ludophile ». Certains jouets attirent un grand nombre d'adeptes, et deviennent des objets de collection, se raréfiant parfois du fait de l'offre et de la demande. D'autres jouets sont directement commercialisés pour des adultes en tant qu'objets de collection. Certaines personnes consacrent d'importantes sommes d'argent dans le but d'acquérir la plus vaste et la plus complète des collections. 
Des jouets du XVIIIe, XIXe et XXe siècles passent régulièrement dans les ventes aux enchères. Certains « jouets » obtiennent des résultats surprenants : le record pour un seul distributeur de bonbons de la marque PEZ vendu aux enchères, par exemple, fut en 1995 de 1 100 dollars US.
En France, à Paris, le Musée des arts décoratifs, la bibliothèque Forney, la Bibliothèque nationale de France conservent de nombreux jouets anciens, que l'on peut admirer. La ville de Poissy a ouvert en 1972 un musée du Jouet.
Le plus gros musée de jouets au monde se trouve à Branson dans le Missouri, The Beck Museums.

### Jouets promotionnels

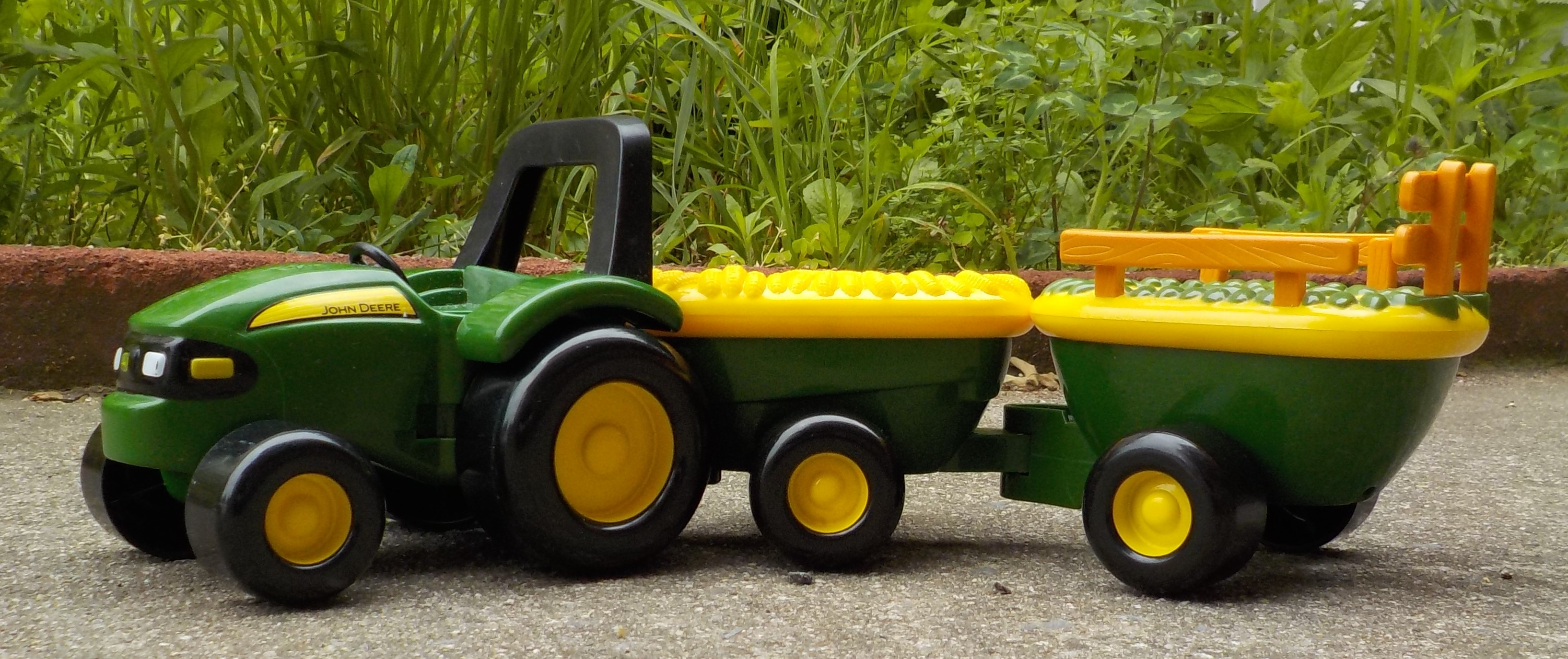
Ce tracteur jouet sert également de publicité pour John Deere.

De nombreux films à succès, des programmes de télévision, des livres, des événements culturels en général, et la plupart des équipes de sport, proposent des « produits dérivés », qui peuvent parfois prendre la forme de jouets. Quelques exemples de ces produits fabriqués sous licence officielle demeurent célèbres : Star Wars (une série de films de science-fiction), Pokemon (Une franchise japonaise), ou encore Manchester United, un club de football anglais.
Les jouets promotionnels peuvent tomber dans l'une des autres catégories de jouets, par exemple, ils peuvent être des poupées ou des figurines articulées représentant des personnages de films ou des athlètes professionnels. Ils peuvent aussi être des balles et yo-yos, imprimés de logos ou marques. Parfois, ils sont distribués gratuitement comme une forme de publicité. Beaucoup de fabricants de produits alimentaires lancent des campagnes promotionnelles comprenant un jouet distribué avec le produit, comme une sorte de bonus. Certaines personnes s'efforcent de rassembler ce genre de jouets promotionnels, dans un esprit de collection.

### Jouets musicaux
Les jouets musicaux existent depuis l'Antiquité. Une incroyable diversité d'instruments de musique pour enfants permet à ceux-ci de faire leurs premiers pas en pratique instrumentale. Il semblerait que ce sont les Américains qui sont les plus inventifs. Parmi les jouets musicaux célèbres, il y a les pianos-jouets Michelsonne les tambours ou autres mirlitons. Des musiciens se sont lancés dans la voie des instruments jouets, les utilisant dans leurs compositions, tels Pascal Comelade, Pascal Ayerbe, Małe Instrumenty, Toyquestra, Chapi Chapo et les petites musiques de pluie (musicien possédant une imposante collection) ou encore Klimperei.

## Jouets conçus pour le développement cognitif
(avril 2016).

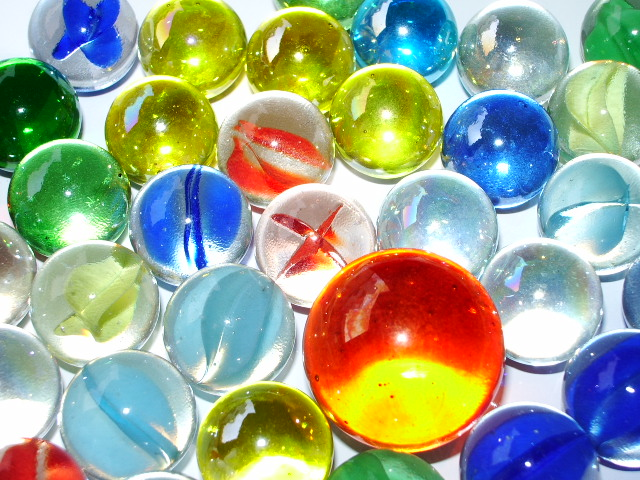
Ensemble de billes, jeu pouvant aider au développement cognitif de l'enfant

Les jouets, comme les jeux, ont de multiples utilités à la fois pour les humains et les animaux. Ils offrent du divertissement tout en remplissant un rôle éducatif. Les jouets contribuent au développement cognitif et stimulent la créativité. Ils aident l'enfant à développer des aptitudes physiques et mentales qui sont nécessaires dans la vie future. Ces arguments se retrouvent dans le marketing et la conception des jouets.
L'un des jouets les plus simples, un ensemble de simples blocs de bois, est un jouet qui stimule le développement cognitif. Andrew Witkin, directeur du marketing de Mega Bloks a déclaré à Investor's Business Daily : « Ils contribuent à développer la coordination œil-main, les compétences mathématiques et scientifiques et la créativité des enfants ». D'autres jouets comme les billes et les balles peuvent avoir des fonctions similaires dans le développement de l'enfant, permettant aux enfants d'utiliser leur esprit et leur corps pour en apprendre davantage sur les relations spatiales, les causes et les effets, et une large gamme d'autres compétences [réf. souhaitée].
Un exemple de la manière dont les jouets peuvent influencer le développement de l'enfant sont les jouets pour faire des sculptures d'argile tels que Play-Doh, Silly Putty et leurs homologues. Mary Ucci, directeur pédagogique du Child Study Center of Wellesley College, déclare que ces jouets ont un impact positif sur le développement physique, cognitif, affectif et social des enfants.
Les jouets pour les bébés utilisent souvent des sons, des couleurs vives et des textures uniques très distinctifs[réf. nécessaire]. En manipulant des jouets, les bébés commencent à reconnaître des formes et des couleurs [réf. nécessaire]. Play-Doh, Silly Putty et d'autres jouets de construction permettent à l'enfant de fabriquer des jouets qui leur sont propres.
Les jouets éducatifs pour les enfants d'âge scolaire peuvent faire appel à la résolution d'un casse-tête, de problèmes techniques ou de problèmes mathématiques [réf. souhaitée]. Souvent, les jouets conçus pour des publics plus âgés, comme les adolescents ou les adultes font appel à des concepts plus avancés. Le pendule de Newton, un jouet de bureau, témoigne de la conservation de l'énergie, un phénomène physique complexe. D'autres jouets initient les enfants aux sciences. Dans cette catégorie, on trouve, par exemple, la boîte de chimie, le microscope, la lunette astronomique [réf. nécessaire]
Tous les jouets ne sont pas appropriés pour tous les tranches d'âges d'enfants. Des jouets qui sont commercialisés pour une tranche d'âge peuvent même nuire au développement des enfants qui ne sont pas dans cette tranche.

## Économie

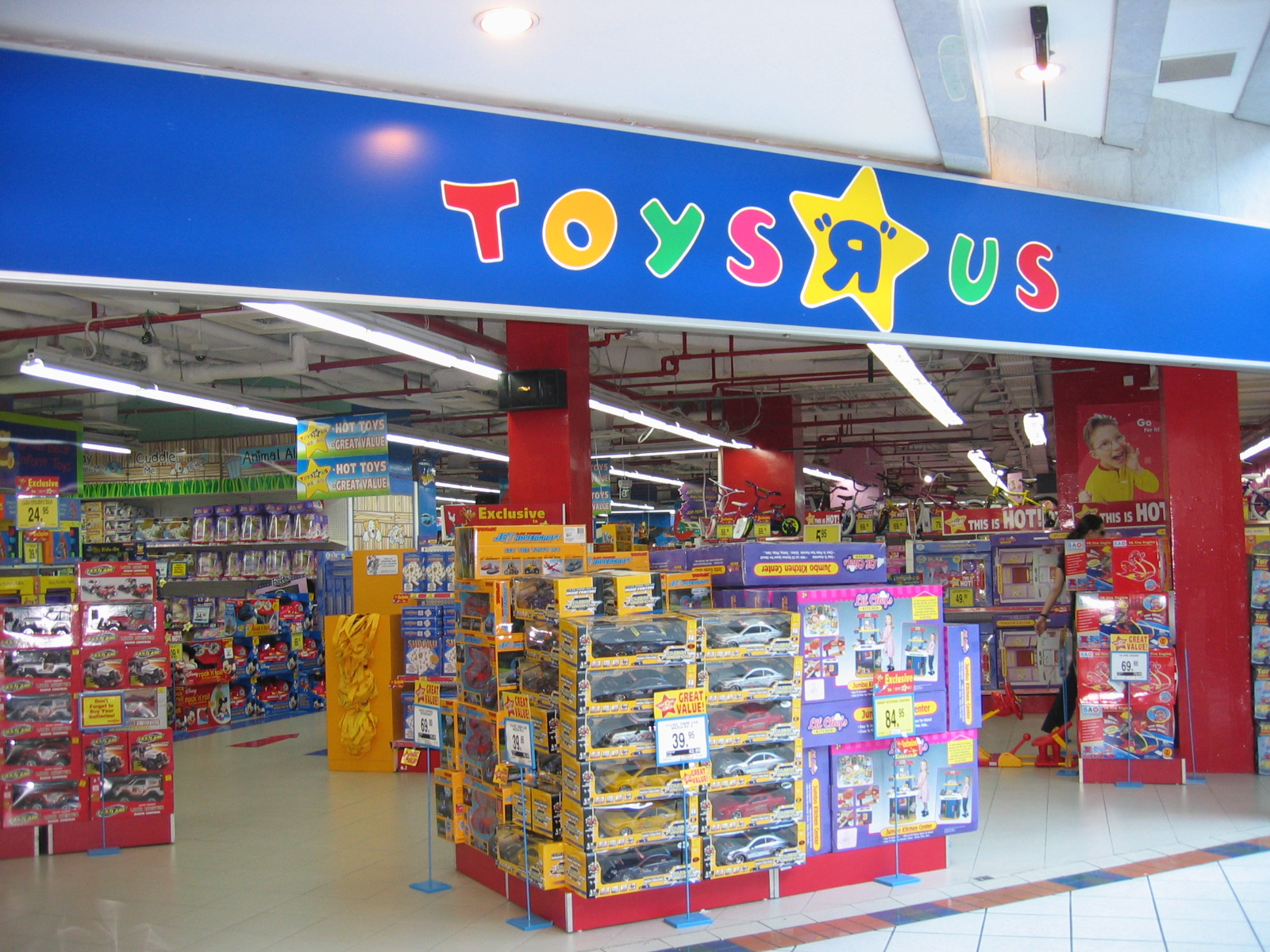
Toys “R” Us exploitait plus de 13000 magasins dans 30 pays et avait un revenu annuel de 11,1 milliards de dollars US avant sa liquidation en 2018.

Avec des jouets comprenant une grande et importante partie de l'existence humaine, il est logique que l'industrie du jouet ait un impact économique important. Les ventes de jouets augmentent souvent autour des vacances où les échanges de cadeaux sont une tradition. Certaines de ces vacances incluent Noël, Pâques, la Saint-Nicolas et l'Épiphanie.
En France, 54 % des ventes de jouets sont réalisées à Noël[Quand ?].
Les consommateurs sont les enfants, mais les acheteurs sont les parents et les grands-parents. Les prescripteurs sont principalement les publicités télévisées et les magazines pour enfants. La plus grande partie des ventes sont réalisées dans les deux mois précédant la fête de Noël.

### Innovation
Les fabricants de jouets changent et adaptent leurs jouets de façon à répondre à l'évolution des besoins des enfants et d'avoir ainsi une plus grande part de marché. Ces dernières années, de nombreux jouets sont devenus plus compliqués, avec des feux clignotants et des sons dans une perspective de faire appel à des enfants intéressés par la télévision et internet. Selon le président de Mattel, Neil Friedman, « L'innovation est la clé de l'industrie du jouet et pour réussir, il faut un « Wow » chez les enfants qui indique que le jouet est amusant, des caractéristiques novatrices comme des nouvelles technologies et du contenu attirant ».

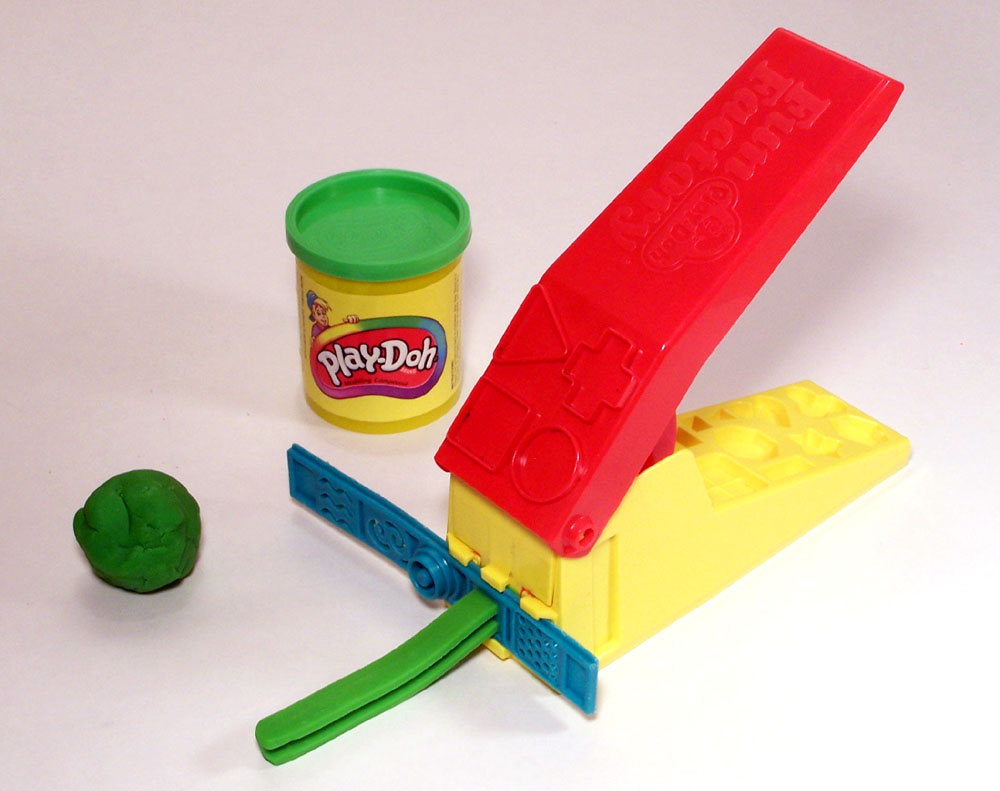
Play-Doh, initialement conçu comme nettoyant de papier-peint.

Certains nouveaux jouets et nouveaux types de jouets sont créés par innovation fortuite. Après avoir essayé de créer un remplaçant pour le caoutchouc synthétique, Earl Warrick a inventé par inadvertance le nutty putty pendant la Seconde Guerre mondiale. Play-Doh, quant à lui, était destiné à nettoyer le papier peint et finira par faire de la pâte à modeler. En 1943, Richard James expérimente des ressorts de torsion, dans le cadre de sa recherche militaire, quand il en a vu un se détacher et tomber au sol. Il a été intrigué par la façon dont il s'est renversé sur le sol. Il a passé deux années à concevoir son projet afin de trouver le meilleur jaugeage entre l'acier et la bobine, le résultat a été le Slinky, qui s'est vendu dans des magasins partout aux États-Unis.

### Production
Dans un effort visant à réduire les coûts, de nombreux producteurs en masse de jouets ont délocalisé leurs usines dans des zones où les salaires sont plus bas. 75 % de tous les jouets vendus aux États-Unis, par exemple, sont fabriqués en Chine.
Beaucoup de fabricants de jouets traditionnels ont perdu des ventes qui sont allées aux fabricants de jeux vidéo depuis quelques années. De ce fait, certains fabricants de jouets traditionnels sont entrés dans le domaine des jeux électroniques et ont renforcé leurs jouets en y introduisant des extensions interactives ou la connectivité Internet, comme les jouets connectés.

### Recyclage et réutilisation
Lorsque les jouets sont trop vieux, la réutilisation est parfois envisagée. Ils peuvent être confiés à de nombreux organismes ou associations. Les ressourceries par exemple sont présentes sur de nombreux territoires, d'autres structures caritatives acceptent aussi les dons, comme l'Armée du salut ou la communauté d'Emmaüs. Les jouets peuvent être vendus lors d'un vide-greniers ou aux enchères. Rarement, il est possible d'en faire don à des musées. Toutefois, lorsque les jouets sont cassés, usés ou impropres à l'usage, si aucune réparation n'est possible, il est conseillé de les éliminer (déchèterie). Idéalement, les jouets donnés ou revendus devraient être légèrement usagés, propres et avoir toutes les pièces,. Avant l'élimination des piles de jouets, les piles doivent enlevées et recyclées. Certains fabricants acceptent de reprendre et de recycler leurs produits usagés.
En 2007, le rappel massif de jouets fabriqués en Chine a conduit de nombreux organismes de bienfaisance aux États-Unis à réduire, voire supprimer, leur acceptation des jouets usagés. Goodwill a cessé d'accepter les dons de tous les jouets, sauf les animaux en peluche et d'autres organismes de bienfaisance vérifient tous les jouets, en vérifiant sur les listes de contrôle émises par le gouvernement. Certains associations françaises préfèrent refuser les jeux et les jouets ne comportant pas l'étiquette CE.
La directive WEEE, qui vise à accroître la réutilisation, le recyclage et la réduction des déchets électroniques s'applique aux jouets au Royaume-Uni à partir du 2 janvier 2007.

### Marchés
La Chine est de loin le premier producteur de jouets au monde. En 2012, la Commission européenne affirmait ainsi que 85 % des jouets achetés dans l'Union européenne provenait de Chine .

#### États-Unis
En 2005, les ventes de jouets aux États-Unis ont totalisé environ 22,9 milliards de dollars. L'argent dépensé pour les enfants situés entre les âges de 8 et 12 ans s'élève à environ 221 milliards de dollars par an aux États-Unis.

## Critiques et risques

### Différenciation sexuée

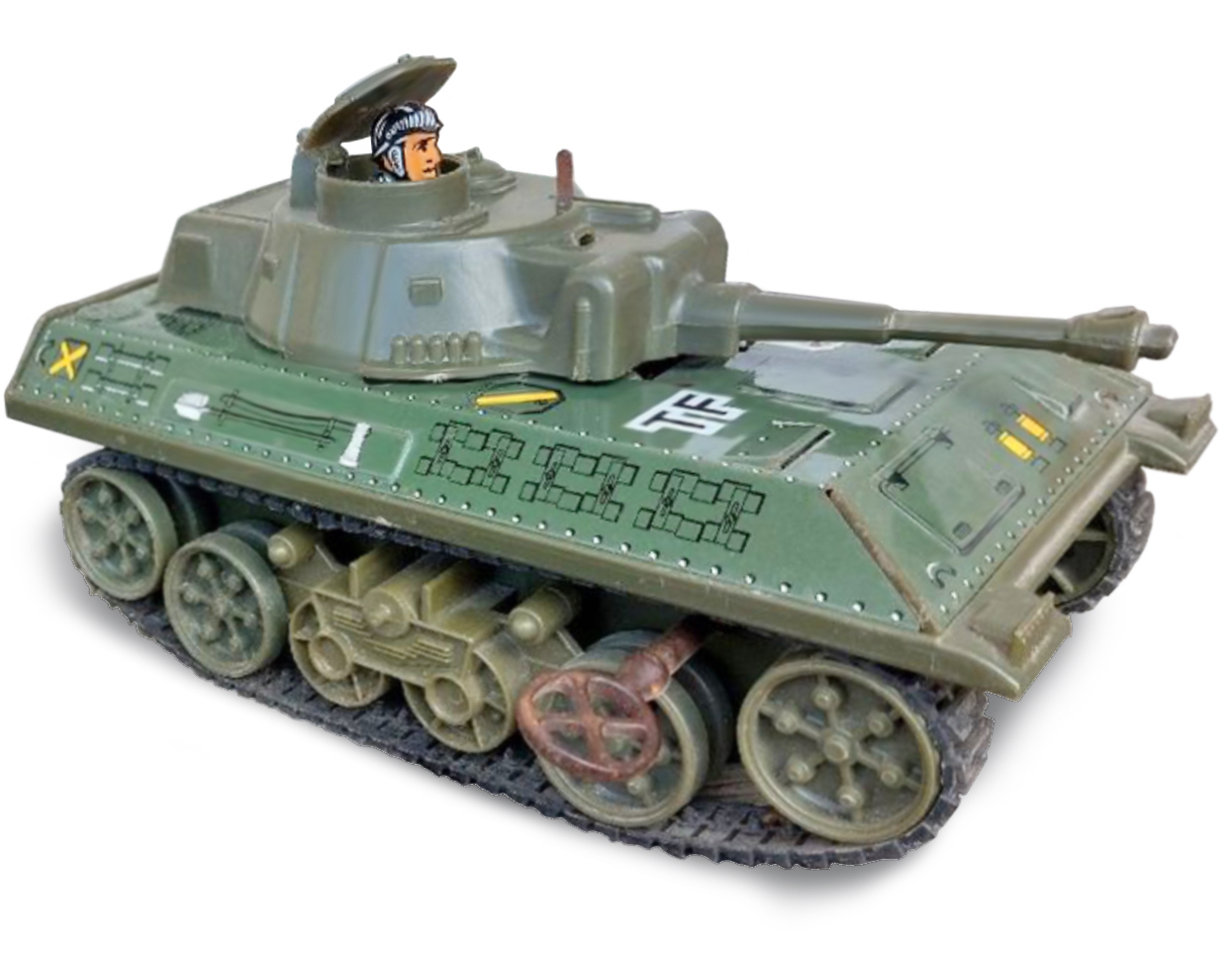
Un char d'assaut : les jouets de ce type sont perçus comme étant pour les garçons.

De nombreuses grandes enseignes font appel au marketing de genre qui présente un double intérêt : il permet un ciblage, en surfant sur les stéréotypes et augmente les ventes par la segmentation du marché. Car hormis les soutien-gorge ou les serviettes hygiéniques, il y a finalement assez peu de produits limités par la biologie. Les rayons des supermarchés ou leurs catalogues distinguent fermement la différence entre les jouets "pour filles" et ceux "pour garçons". Pour les premières, tout se décline en rose (robes de fées et de princesse, poupées, dînette, ustensiles de ménage…) tandis qu'on proposera aux garçons un univers bleu, vert, rouge et/ou noir : guerrier, super-héros, aventuriers… « L’ennui avec les jouets genrés, c’est qu’ils maintiennent chacun et chacune dans des cases pleines de stéréotypes. Cela dessert particulièrement les filles. Dans la section rose des catalogues, on les invite à jouer trois types de rôles : la ménagère, la mère et la jolie. Les garçons, eux, se voient réservés la plupart des jeux cultivant l’imagination ».
Depuis les années 70, de nombreux chercheurs ont mis en évidence l'inscription de la différence sexuée dans les jouets. Les observateurs soulignent que, malgré certains engagements des pouvoirs publics à lutter contre les stéréotypes de genre (qui assignent filles et garçons à des rôles culturellement construits par la société), les différenciations ont progressé depuis les années 1990, en raison d'une place de plus en plus importante offerte à la stratégie du marketing. Une étude  nous apprend que les jeux axés sur la science, la technologie, l’ingénierie et les mathématiques sont trois fois plus susceptibles d’être mis en marché de manière à cibler les garçons. "Si ces objets de l’enfance permettent de rendre lisibles les catégories de genre en mettant au jour une partie de leur contenu, ils participent dans le même temps à leur construction, leur cohérence interne et leur maintien dans le temps en diffusant des représentations sexuées de l’ordre social".
Alors que les sciences sociales expliquent les différences entre les sexes en matière de préférence pour les jouets par l'influence des processus de socialisation, des parents ou de pairs qui encouragent le jeu avec des jouets sexospécifiques, de nouvelles études ont révélé des similitudes entre les humains et les singes. Les singes mâles et femelles peuvent avoir des préférences semblables à celles des enfants humains garçons et filles pour les jouets. Par exemple, les singes mâles préfèrent les jeux brutaux et les singes femelles présentent de l'intérêt pour les nourrissons.
Les similitudes avec les résultats humains démontrent que de telles préférences peuvent se développer sans influence sociale explicite et que les préférences des enfants reflètent des biais comportementaux et cognitifs influencés par les hormones.
L'exposition prénatale aux androgènes peut produire un biais important chez les femmes exposées, de sorte qu'elles diminuent leur intérêt pour les jouets féminins et augmentent leur intérêt pour les jouets masculins.

### Sécurité

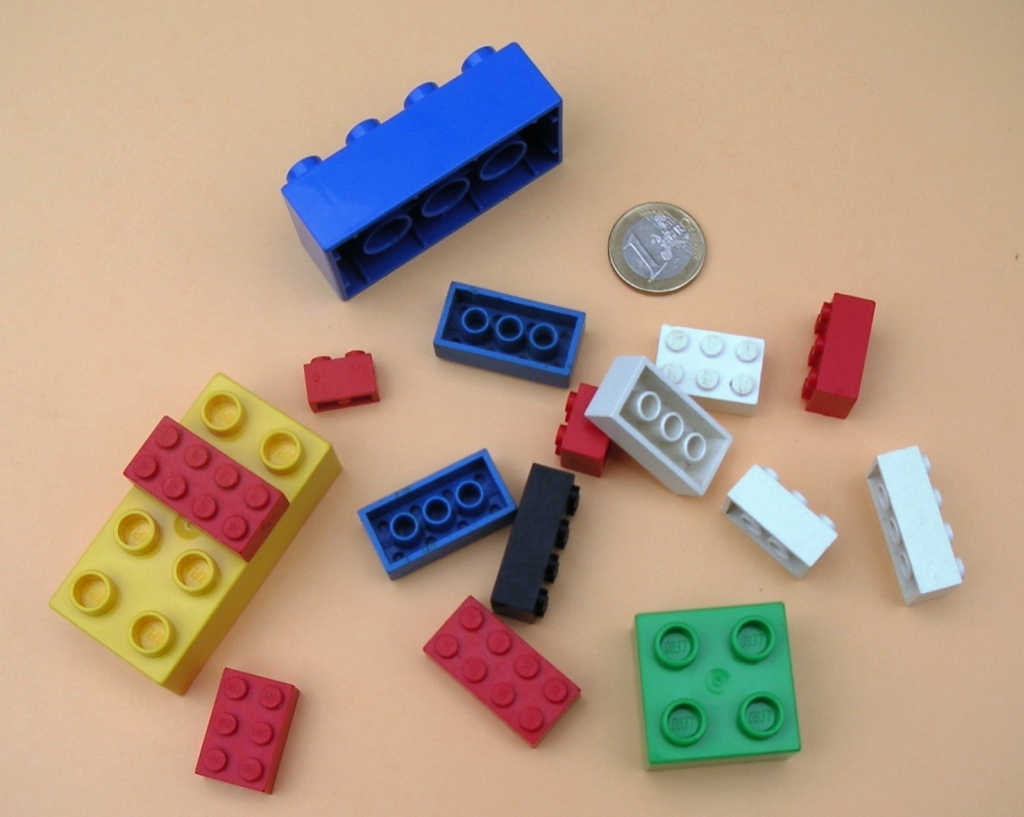
Les jouets en petites pièces, comme ces briques de Lego, sont tenus par la loi d'avoir des avertissements sur les dangers d'étouffement.

De nombreux pays ont adopté des normes de sécurité en limitant les types de jouets qui peuvent être vendus. La plupart d'entre eux cherchent à limiter les dangers potentiels, tels que la suffocation ou les risques d'incendie. Les enfants, en particulier les très petits, mettent souvent les jouets dans leur bouche, les matériaux utilisés sont donc fabriqués en harmonie avec la réglementation afin de prévenir les empoisonnements. Les matériaux sont également réglementés afin de prévenir les risques d'incendie. Les enfants n'ont pas encore appris à juger de ce qui est sûr et ce qui est dangereux, et les parents ne pensent pas toujours à toutes les situations possibles, ces avertissements et ces règlements sont donc importants sur les jouets.
Il y a également eu des problèmes à propos de la sécurité des jouets en ce qui concerne la peinture au plomb. Certaines usines de jouets, quand les projets deviennent assez importants, externalisent la production vers d'autres usines moins connues, souvent dans d'autres pays. Les sous-traitants peuvent ne pas être regardés de près et parfois, mal utiliser des méthodes de fabrication. Le gouvernement des États-Unis, avec les magasins de la grande distribution, est maintenant tourné vers les entreprises pour faire soumettre leurs produits à l'essai avant de finir sur les étalages des magasins.

### Fonction de reproduction sociale
Le philosophe français Roland Barthes consacre un article aux jouets dans son recueil Mythologies en 1957. Il critique vertement les jouets les plus courants qui reproduisent en réduction « les mythes ou les techniques de la vie moderne adulte : l'Armée, la Radio, les Postes, la Médecine (trousses miniatures de médecin, salles d'opération pour poupées), l'École, la Coiffure d'Art (casques à onduler), l'Aviation (parachutistes), les Transports (Trains, Citroën, Vedette, Vespa, Stations-services), la Science (jouets martiens) », car ils diffusent l'idée que tout cela a existé de tout temps, préparent l'enfant à l'accepter tel quel et lui enseignent des gestes répétitifs qui utilisent le monde sans créer. Une telle fonction dénote selon lui un « embourgeoisement du jouet ». À ce type de jouet, il oppose les jouets de construction où l'enfant est beaucoup plus inventif : « ce qu'il exerce, ce n'est pas un usage, c'est une démiurgie ».